# Махошевская
Махо́шевская — станица в Мостовском районе Краснодарского края. Образует муниципальное образование Махошевское сельское поселение.

## Граница
Станица расположена в верховьях реки Фарс (приток Лабы), на границе горно-лесной зоны, в 32 км северо-западнее районного центра — пгт Мостовской и в 5 км южнее станицы Ярославская.

## Транспорт
- Расстояние до Лабинска — 24 км, Майкопа — 35 км, Краснодара — 160 км.
- Ежедневное автобусное сообщение с п.Мостовской. По маршруту Махошевская-Ярославская ходит маршрутное такси.

## История
Станица была основана в 1862 году. Своё имя получила по названию махошевцам — адыгской этнической группе, проживавшей на этой территории до завершения Кавказской войны. Адыги называют станицу адыг. Мэхъо́ш.
Покровская церковь построена в 1865 году при пособии из войсковых сумм в 9000 р.; деревянная. Состав причта (с 1865 г.):1 священник и 1 псаломщик. Войсковое жалование: священник 201 р. 27 к., псаломщик 51 р. 43 к. Причтовой земли 99 дес. Священнику — общественная квартира. Содержание причта «достаточное». Министерское училище 1. Церковно-приходская школа 1. Население  2724 души, из них поморцев 166, поповцев 38, лютеран 24, молокан 9. Население  5667 д., 911 дворов. Рождений 231, браков 41, смертей 128.

## Население
| 2002  | 2010  | 2012  | 2013  | 2014  | 2015  | 2016  |
| ----- | ----- | ----- | ----- | ----- | ----- | ----- |
| 1615  | ↗1630 | ↘1619 | ↗1622 | ↘1619 | ↘1616 | ↘1605 |
| 2017  | 2018  | 2019  | 2020  | 2021  | 2023  |       |
| ↘1602 | ↘1595 | ↗1610 | ↘1590 | ↗1599 | ↘1574 |       |

## Экономика
- ООО «Махошевское сельскохозяйственное предприятие «Возрождение-91»»
- ООО «Аракс»
- ООО Крестьянское хозяйство «Лотос»
- КФХ Деляна А.С.
- КФХ Межерауниса К.В.

## Культура
В станице с 2013 года восстановлено хуторское казачье общество.

## Известные уроженцы
- Иваненко Василий Петрович — Герой Советского Союза.
- Забара Олеся Александровна — легкоатлетка.